# Eltville am Rhein
Eltville je grad u Njemačkoj saveznoj pokrajni Hessen.
Smješten je na rijeci Rajni, zapadno od Frankfurta.
Grad je poznat je po proizvodnji vina i šampanjca.

## Vanjske poveznice
- eltville.de